# Did it Again (canción de Kylie Minogue)
«Did It Again» es el segundo sencillo del sexto álbum de estudio de Kylie Minogue. El sencillo fue certificado como oro en Australia y llegó a la posición #14 de UK y Australia. En Latinoamérica tuvo un gran éxito a finales del año 1997 y principios de 1998.

## Información de la canción
La canción fue escrita por Kylie Minogue, Steve Anderson y David Seaman en el tiempo cuando ella intentaba desarrollarse como artista. En 1995 su dueto con Nick Cave, Where The Wild Roses Grow se convirtió en un éxito y el dúo estuvo disfrutando de buenas críticas incluyendo 4 ARIA Awards.
El video de la canción Did It Again fue lanzado en 1997. Fue dirigido por Pedro Romanhi y en el video aparecían 4 diferentes Kylies (Indie Kylie, Cute Kylie, Dance Kylie y por último Sex Kylie) peleando una con la otra en un catfight. El video especuló que Minogue intentaba transformarse en "Indie-Kylie". 
El sencillo fue lanzado antes del lanzamiento del álbum en Australia y llegó al #15 y #14 en UK en diciembre de 1997. Did it again fue certicado oro por Australia y estuvo 14 semanas en el ARIA Top 50.

## Formatos

### Sencillo en CD 1
1. «Did It Again» (radio edit) — 4:15
2. «Tears» — 4:27"Did It Again" (Did It Four Times Mix) — 5:49
3. «Some Kind of Bliss» (music video)

### Sencillo en CD 2
1. «Did It Again» (radio edit) — 4:15
2. «Did It Again» (Trouser Enthusiasts' Goddess of Contortion Mix) — 10:24
3. «Did It Again» (Razor-n-Go Mix) — 11:24

### Casete
1. «Did It Again» (radio edit) — 4:15
2. «Tears» — 4:27

### Australian video single
1. «Did It Again» (music video)
2. «Some Kind of Bliss» (music video)

### UK promo 12" single
1. «Did It Again» (Trouser Enthusiasts' Goddess of Contortion Mix) — 10:24
2. «Did It Again» (Razor-n-Go Mix) — 11:24

- Datos: Q905118